# Larry O'Bannon
Larry O'Bannon (Louisville, Kentucky, SAD, 15. kolovoza 1983.) je američki košarkaš koji trenutno igra za argentinski Boca Juniors. O'Bannonova pozicija je šuter.

## Karijera

### Sveučilišna karijera
O'Bannon je u rodnom gradu studirao na sveučilištu University of Louisville gdje je igrao za košarkašku momčad Louisville Cardinals. Igrač je 2005. sa sveučilišnom momčadi stigao do Final 4 u diviziji 1 sveučilišnog NCAA natjecanja te je proglašen regionalnim MVP-jem.

### Profesionalna karijera
Nakon sveučilišnog uspjeha, Larry O'Bannon potpisuje za beogradsku Crvenu zvezdu s kojom je u sezoni 2005./06. igrao u finalu srpskog prvenstva te osvojio nacionalni kup.
Sljedeće sezone igrač se seli u Italiju gdje potpisuje za Pallalcesto Udine dok 7. veljače 2007. prelazi u Basket Napoli. Nakon Italije, O'Bannon je još igrao u Grčkoj za AGO Rethymno te u Bugarskoj za Lukoil Academic.
Prije početka sezone 2008./09. O'Bannon postaje igrač izraelskog Maccabi Rishon LeZion u kojem je igrao proveo sezone. 16. rujna 2010. košarkaš je potpisao za Maccabi Haifu iz koje je otišao u veljači 2011.
Trenutno je Larry O'Bannon igrač argentinske Boce Juniors.

## Osvojeni trofeji

### Klupski trofeji
| Srbija        | Srbija     | Srbija    |
| Klub          | Trofej     | Sezona    |
| ------------- | ---------- | --------- |
| Crvena zvezda | Srpski kup | 2005./06. |

## Vanjske poveznice
- Profil igrača na Info Basket.it
- Profil igrača na Adriatic Basket.com
- Profil igrača na Eurobasket.com